# Talath Dirnen
De Talath Dirnen (Nederlands: Bewaakte Vlakte) is een gebied in Beleriand dat voorkomt in De Silmarillion van J.R.R. Tolkien.
Talath Dirnen was een deel van het rijk Nargothrond en lag tussen de rivieren de Narog in het westen en de Sirion in het oosten. Eveneens ten oosten van Talath Dirnen lag Amon Rûdh. In het zuidoosten lagen de Poorten van Nargothrond en nog verder Taur-en-Faroth, het bos van de jagers.
Het land was glooiend met hier en daar kleine bossen, waarin verkenners en troepen van Nargothrond zich schuilhielden. Het land lag pal tussen Nargothrond en de vesting van Morgoth en was daardoor een belangrijke buffer. De elfen van Finrod, koning van Nargothrond, bewaakten het gebied dus met zorg. Op elke heuvel stonden verborgen wachttorens en overal patrouilleerden elfen van Nargothrond.
In De Silmarillion speelt het gebied twee keer een belangrijke rol.
De eerste keer trok Beren er aan het begin van zijn queeste om Morgoths Silmaril te stelen door, met de ring van zijn vader Barahir hoog in zijn handen. Met dit symbool slaagde hij erin om door de elfen in Talath Dirnen opgemerkt te worden en voor koning Finrod, wiens steun hij hoopte te verkrijgen, gebracht te worden.
Jaren later werd er een brug over de Narog gebouwd, die Talath Dirnen met Nargothrond verbond. Dit gebeurde op bevel van Túrin Turambar. Hoewel de brug oorspronkelijk een grote hulp was in de verdediging van de vlakte, leidde hij ook indirect tot de val van Nargothrond aangezien de troepen van Morgoth, onder leiding van Glaurung, via de brug toegang tot Nargothrond kregen.